# Ponta Aimoco Meno
Ponta Aimoco Meno ist ein Kap im äußersten Osten der Insel Timor, im osttimoresischen Verwaltungsamt Tutuala (Gemeinde Lautém). Es bildet an der Straße von Wetar den nördlichsten Punkt des Sucos Mehara. Etwas östlich liegt der Ponta Tei.